# Braxton Key
Braxton Key, född 14 februari 1997 i Charlotte i North Carolina, är en amerikansk professionell basketspelare (PF/SF) som spelar för Golden State Warriors i National Basketball Association (NBA). Han har tidigare spelat bland annat för Philadelphia 76ers, Detroit Pistons och Denver Nuggets.
Key blev aldrig NBA-draftad.
Innan han blev proffs studerade Key först vid University of Alabama och spelade för deras idrottsförening Alabama Crimson Tide. Han blev senare överförd till University of Virginia för spel i Virginia Cavaliers.